# Hervé de Luze
Hervé de Luze (* 1949) ist ein französischer Filmeditor.

## Leben
Weil de Luzes Vater im Vertrieb von Gaumont arbeitete, durfte Hervé mit der Kinokarte seines Vaters kostenlos in jedes Kino gehen. Da sie in der Nähe des Champs-Élysées wohnten, wo es viele Kinos und Theater gab, nutzte er es etwa dreimal die Woche aus. Schon als Kind wollte de Luze im Film arbeiten, doch sein Vater verbot dies und so machte Hervé sein Diplom an einer Grande école. Parallel dazu versuchte er ein Stipendium zu erhalten, um an der UCLA Film studieren zu dürfen. Dazu brauchte er das Empfehlungsschreiben dreier lebender Filmemacher, von denen mindestens zwei in den USA gearbeitet haben mussten. Er lernte Henri Langlois kennen, der ihm versprach mit Jean Renoir und Fritz Lang zu sprechen und ihm den Tipp gab, wenn er interessiert sei, solle er weniger eine Schule besuchen als vielmehr den Film an sich zu studieren. Und so besuchte de Luze die Kurse Langlois', um den Filmschnitt zu lernen. Durch das intensive Studium sah er bis zu drei Filme täglich.
Mit La ville-bidon war de Luze erstmals eigenverantwortlich für den Schnitt eines Films. Sowohl mit Claude Berri als auch mit Alain Resnais verbindet ihn eine langjährige Zusammenarbeit. Für Berri schnitt er unter anderem Manons Rache und Germinal, während er für Resnais Filme wie Das Leben ist ein Chanson und Vorsicht Sehnsucht schnitt.
Nachdem de Luze Roman Polański bereits während des Episodenfilms Die Frauen sind an allem schuld kennenlernte, zeigte er sich seit 1986 mit Piraten bei jedem seiner Filme für den Schnitt verantwortlich, mit Ausnahme von Frantic. In dieser Zeit entstanden Filme wie Die neun Pforten, Oliver Twist, Der Ghostwriter, Der Gott des Gemetzels und Intrige. Für Der Pianist erhielt de Luze 2003 eine Oscar-Nominierung für den Besten Schnitt.
Hervé de Luze ist nach erster Ehe mit Catherine Lacourt nun mit der Filmeditorin Jacqueline Mariani verheiratet, mit der er drei gemeinsame Kinder hat. Hervés Schwester Hélène de Luze ist ebenfalls eine Editorin.

## Filmografie (Auswahl)
- 1964: Die Frauen sind an allem schuld (Les plus belles escroqueries du monde)
- 1971: La ville-bidon
- 1981: Le maître d’école
- 1982: Die verrücktesten 90 Minuten vor Christi Geburt (Deux heures moins le quart avant Jésus-Christ)
- 1983: Am Rande der Nacht (Tchao pantin)
- 1986: Jean Florette (Jean de Florette)
- 1986: Manons Rache (Manon des sources)
- 1986: Piraten (Pirates)
- 1988: Der Priestermord (To Kill a Priest)
- 1990: Uranus
- 1992: Bitter Moon (Lunes de fiel)
- 1992: Stadt der Freude (City of Joy)
- 1993: Germinal
- 1994: Der Tod und das Mädchen (Death and the Maiden)
- 1995: Mein Vater, das Kind (Le garçu)
- 1997: Das Leben ist ein Chanson (On connaît la chanson)
- 1997: Lucie Aubrac
- 1998: Zonzon
- 1999: Asterix und Obelix gegen Caesar (Astérix et Obélix contre César)
- 1999: Die neun Pforten (The Ninth Gate)
- 1999: La débandade
- 2000: Lust auf Anderes (Le goût des autres)
- 2002: Der Pianist (The Pianist)
- 2003: Das Geheimnis des gelben Zimmers (Le mystère de la chambre jaune)
- 2003: Nicht auf den Mund (Pas sur la bouche)
- 2003: Zu schön zum Sterben (Corps à corps)
- 2004: Zwei ungleiche Schwestern (Les sœurs fâchées)
- 2005: Das Parfüm der Dame in Schwarz (Le parfum de la dame en noir)
- 2005: Oliver Twist
- 2006: Herzen (Cœurs)
- 2006: Kein Sterbenswort (Ne le dis à personne)
- 2007: Whatever Lola Wants
- 2009: Kabuli Kid – Eine Geschichte aus Afghanistan (Kabuli kid)
- 2009: Vorsicht Sehnsucht (Les herbes folles)
- 2009: Staten Island
- 2010: Der Ghostwriter (The Ghost Writer)
- 2011: Der Gott des Gemetzels (Carnage)
- 2011: Verwundete Erde (La terre outragée)
- 2011: Die Mühle und das Kreuz (Młyn i krzyż)
- 2012: Stein der Geduld (Syngué sabour, pierre de patience)
- 2012: Ihr werdet euch noch wundern (Vous n’avez encore rien vu)
- 2013: Venus im Pelz (La vénus à la fourrure)
- 2013: Blood Ties
- 2014: Aimer, boire et chanter
- 2014: Lieber Weihnachtsmann (Le père Noël)
- 2014: French Women – Was Frauen wirklich wollen (Sous les jupes des filles)
- 2015: Das brandneue Testament (Le tout nouveau testament)
- 2015: Kickback
- 2017: Rock’n Roll
- 2019: Intrige (J’accuse)
- 2019: Our Lady of the Nile (Notre-Dame du Nil)
- 2021: 8 Rue de l’Humanité
- 2023: The Palace

## Auszeichnungen
Hervé de Luze war bisher für neun Césars nominiert, von denen er drei gewinnen konnte. Ebenfalls wurde er für mehrere internationale Filmpreise nominiert und ausgezeichnet. Zum bekanntesten zählt dabei die Oscarnominierung für den Besten Schnitt von Der Pianist.
| César - 1994: Bester Schnitt – Germinal (nominiert) - 1998: Bester Schnitt – Das Leben ist ein Chanson - 2001: Bester Schnitt – Lust auf Anderes (nominiert) - 2003: Bester Schnitt – Der Pianist (nominiert) - 2004: Bester Schnitt – Nicht auf den Mund (nominiert) - 2007: Bester Schnitt – Kein Sterbenswort - 2007: Bester Schnitt – Herzen (nominiert) - 2010: Bester Schnitt – Vorsicht Sehnsucht (nominiert) - 2011: Bester Schnitt – Der Ghostwriter | Oscar - 2003: Bester Schnitt – Der Pianist (nominiert) Europäischer Filmpreis - 2010: Bester Schnitt – Der Ghostwriter (nominiert) |